# 赵不试
赵不试（？—1128年），宋太宗六世孙，官至相州知州，宋金战争中投井殉国。

## 生平
宣和末年，任相州通判，不久暂领州事兼主管真定府路经略安抚公事，直至汪伯彦于靖康元年就任相州知州。建炎元年，任相州知州。当初，汪伯彦离开相州后，金军捉到汪伯彦的儿子汪似，并派他来相州割地，赵不试坚守不退。建炎二年，金军增派大批人马围攻相州，因被围太久，守军与民众意志动摇，赵不试问道：“今城中食乏，外援不至。不试，宗子也，义不降，计将安出？”无人应答，赵不试知道大势已去，于是在城墙上对金军提出不许屠城的条件，得到应允后开城投降。之后，赵不试投于自家井中殉国，之后提辖按照赵不试的要求，用土将井填实。因赵不试之投降条件，全城得以保全。

## 延伸阅读
[在维基数据编辑]
 《宋史·卷447》，出自脱脱《宋史》